# جایزه دولتی برادران واسیلیف

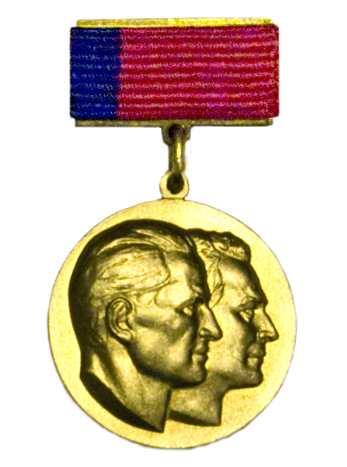
جایزه دولتی برادران واسیلیف

جایزه دولتی برادران واسیلیف با نامِ کاملِ «جایزهٔ دولتی برادران واسیلیف در جمهوری شوروی فدراتیو سوسیالیستی روسیه» (انگلیسی: Vasilyev Brothers State Prize of the RSFSR) نام یک جایزه سینمایی دولتی است در سال ۱۹۶۵ بنیان‌گذاری و که به‌طور سالیانه توسط «شورای وزیران» در جمهوری شوروی فدراتیو سوسیالیستی روسیه، مابین سال‌های ۱۹۶۶ تا ۱۹۹۰ میلادی، به آثار سینمایی گوناگون (تخیلی، مستند، کارتونی و غیره) و همچنین هنرمندان این صنعت در شاخه‌های مختلف، اهدا می‌شد.
برندگان این جازه یک لوح تقدیر و یک مدال دریافت می‌کردند.
عنوانِ این جایزه، اشاره به ۲ کارگردان و فیلم‌نامه‌نویس اهلِ اتحاد جماهیر سوسیالیستی شوروی به نام‌های گئورگی واسیلیف (۱۸۹۹ – ۱۹۴۶) و سرگئی واسیلیف (۱۹۰۰ – ۱۹۵۹) دارد که با آنکه هیچگونه نسبت خانوادگی با هم نداشتند، اما به سبب همکاری‌های مستمر و موفقشان با یکدیگر، به «برادران واسیلیف» مشهور بودند.